# 阿德里阿尼夫卡
47°53′13″N 35°35′25″E / 47.88694°N 35.59028°E

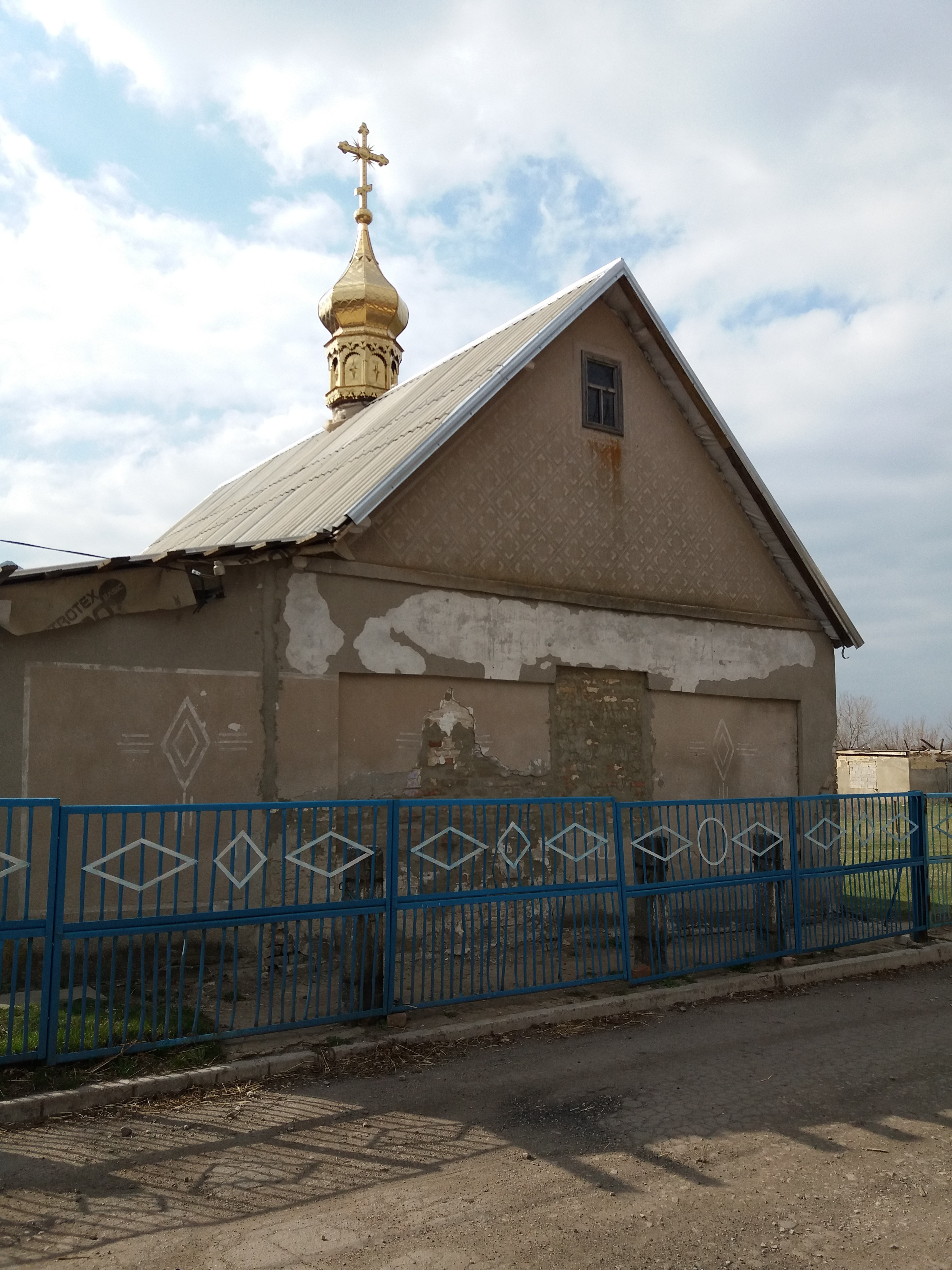
作为教堂用途的老房子

阿德里阿尼夫卡（羅馬化：Adrianivka），2024年9月前名为莫斯科夫卡（烏克蘭語：Московка），是位於烏克蘭東南部扎波羅熱州扎波羅熱区米哈伊洛-盧卡舍韋市鎮的村莊。該村處於莫克拉莫斯科夫卡河畔，始建於1780年，面積2.08平方公里，2001年人口435。
2024年9月19日，乌克兰最高拉达将此村的名字改为阿德里阿尼夫卡。